# Märkische Regiobahn

Logo der Märkischen Regiobahn

Netz der Märkischen Regiobahn in Berlin-Brandenburg

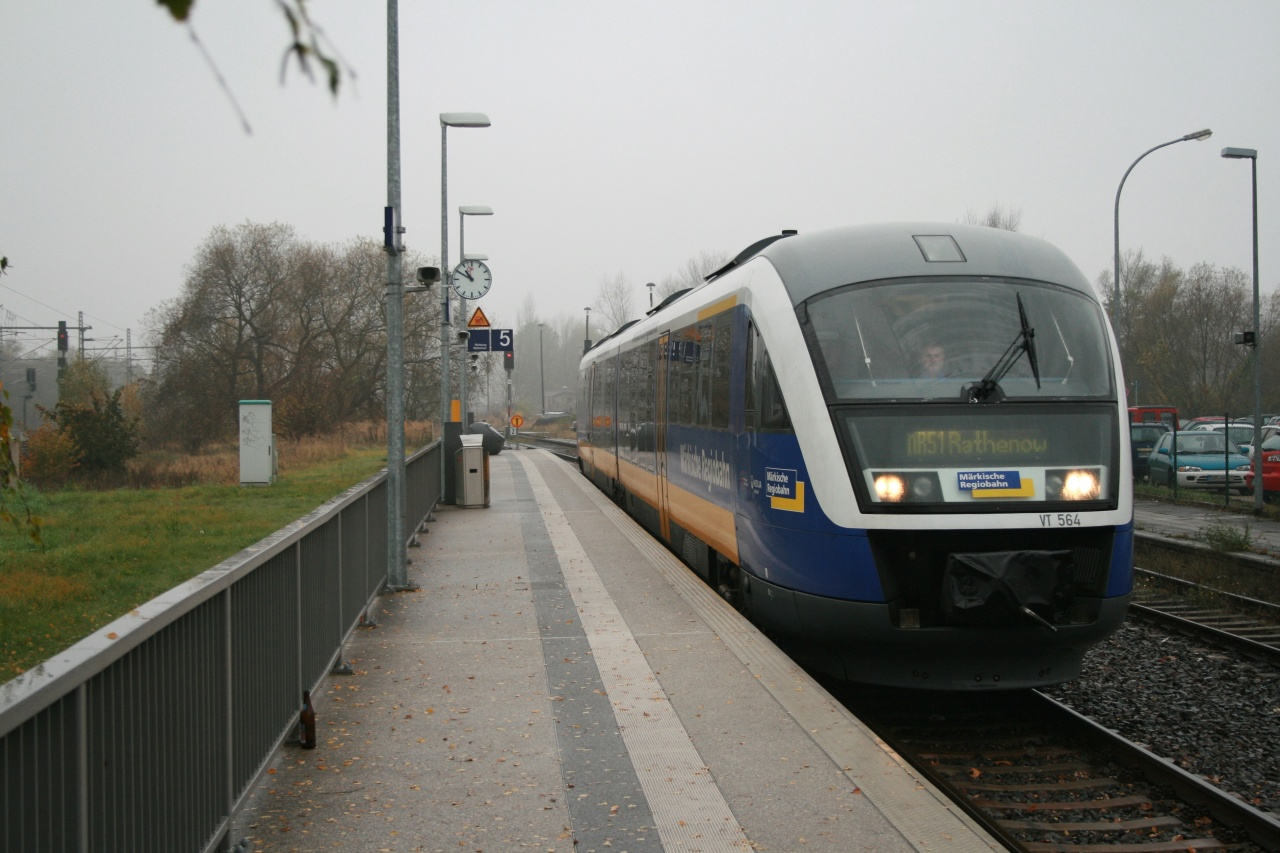
Siemens Desiro der Märkischen Regiobahn

Die Märkische Regiobahn war eine Marke der Ostseeland Verkehr GmbH, mit der sie vom 9. Dezember 2007 bis 10. Dezember 2011 den Verkehr auf zwei brandenburgischen Regionalbahnlinien übernahm. Sie hatte ein VBB-Interessenbekundungsverfahren für beide Linien im Oktober 2007 gewonnen. Es kamen vier Fahrzeuge des Typs Desiro zum Einsatz, in allen Zügen ist immer ein Zugbegleiter anwesend gewesen. Im August 2009 verlängerte der Verkehrsverbund Berlin-Brandenburg den Vertrag mit der Veolia-Tochter um weitere zwei Jahre.
Die MR 51 wurde wochentags wie auch am Wochenende, mit einer Ausnahme, im Stundentakt bedient, während die MR 33 wochentags nur zwischen Beelitz Stadt und Wannsee im Stundentakt verkehrte, der restliche Abschnitt bis Jüterbog wurde im 2-Stunden-Takt bedient. Am Wochenende wurde die Gesamtstrecke im 2-Stunden-Takt bedient. Ab Fahrplanwechsel im Dezember 2008 verkehrte zusätzlich am späten Abend ein Zug von Jüterbog nach Beelitz Stadt. Ab Dezember 2009 war laut Nahverkehrsplan von Montag bis Freitag ein durchgehender Stundentakt auf der Gesamtstrecke vorgesehen. Diese Verdichtung erfolgt nun mit der Übernahme durch die Ostdeutsche Eisenbahn (ODEG) im Dezember 2011.
Im Dezember 2011 wurden die beiden von der Märkischen Regiobahn betriebenen Strecken von der ODEG für elf Jahre bis Dezember 2022 übernommen.

## Ehemalige Linien
| Linie | KBS    | Zuglauf                                         | Vertragslaufzeit      |
| ----- | ------ | ----------------------------------------------- | --------------------- |
| MR 33 | 209.33 | Berlin-Wannsee – Beelitz Stadt – Jüterbog       | Dez. 2007 – Dez. 2011 |
| MR 51 | 209.51 | Brandenburg an der Havel – Pritzerbe – Rathenow | Dez. 2007 – Dez. 2011 |